# Jezioro Białe (powiat międzyrzecki)
Jezioro Białe – jezioro na Pojezierzu Poznańskim, w powiecie międzyrzeckim, w gminie Pszczew, położone na terenie Pszczewskiego Parku Krajobrazowego.

## Położenie i opis
Jezioro Białe położone jest we wschodniej części powiatu międzyrzeckiego, około 1 km na wschód od miejscowości Stołuń. Otoczenie jeziora stanowią głównie lasy, jedynie od wschodu z jeziorem sąsiadują tereny rolnicze. Dno akwenu i linia brzegowa są słabo urozmaicone. Brzeg północny i zachodni opada wyraźnie łagodniej niż brzeg wschodni. Roślinność wynurzona zajmowała w 1996 roku 100% linii brzegowej zbiornika, wyjątek stanowiło kilka małych piaszczystych kąpielisk w jego północnej części. Nadmiar wód odprowadzany jest niewielkim ciekiem na północ poprzez jeziora Czarne oraz Lubikowskie, aż do Warty. Jezioro oddzielone jest od sąsiedniego jeziora Stołuń wąskim pasem zieleni, na którym znajduje się wzgórze nazywane Górą Czarownic.

## Hydronimia
Jezioro pojawia się w źródłach już w 1428 roku – początkowo jako Białe, a następnie: Białe (1564), Weisser See (1906) oraz Weißer See (1938). 17 września 1949 roku wprowadzono urzędową nazwę jezioro Białe. Według urzędowego spisu opracowanego przez Komisję Nazw Miejscowości i Obiektów Fizjograficznych (KNMiOF) nazwa tego jeziora to Jezioro Białe.

## Morfometria
Według danych Instytutu Rybactwa Śródlądowego powierzchnia zwierciadła wody jeziora wynosi 55,6 ha, natomiast A. Choiński, poprzez planimetrowanie na mapach 1:50 000, określił wielkość jeziora na 48,5 ha. Jeziorna jednolita część wód powierzchniowych ma powierzchnię 51 ha.
Średnia głębokość zbiornika wodnego to 5,7 m, a maksymalna – 11,5 m. Objętość jeziora wynosi 3163,5 tys. m³. Maksymalna długość jeziora to 1490 m, a szerokość 252 m. Długość linii brzegowej wynosi 3925 m.
Według Atlasu jezior Polski (red. J. Jańczak, 1996) oraz numerycznego modelu terenu udostępnionego przez Geoportal lustro wody znajduje się na wysokości  55,1 m n.p.m.
Według Mapy Podziału Hydrograficznego Polski jezioro leży na terenie zlewni siódmego poziomu Zlewnia jez. Białego. Identyfikator MPHP to 1877851.

## Zagospodarowanie
W systemie gospodarki wodnej jezioro tworzy jednolitą część wód o kodzie PLLW10329. Administratorem wód jeziora jest Regionalny Zarząd Gospodarki Wodnej w Poznaniu. Utworzył on obwód rybacki, który obejmuje między innymi wody jezior Białe, Czarne oraz Stołuń (Obwód rybacki jezioro Białe na rzece Struga Lubikowska nr 2). Gospodarkę rybacką na jeziorze prowadzi Regionalny Zarząd Gospodarki Wodnej w Poznaniu. Ze względu na typologię rybacką jest to jezioro typu sandaczowego.

## Czystość i ochrona środowiska
Według danych z 1997 roku wody jeziora zostały zaliczone do III klasy czystości. Badania z 2002 roku wykazały poprawę jakości wód jeziora – spadły stężenia azotu mineralnego, azotu całkowitego i fosforu całkowitego w warstwie powierzchniowej. Wskaźnik przeźroczystości wód w obydwu badaniach był podobny i wahał się w zależności od pory roku od 1,1 do 3,5 metra.
Badania z 2019 roku zaliczyły wody jeziora do wód o umiarkowanym stanie ekologicznym, co odpowiada III klasie jakości. Wskaźnikiem, który zadecydował o trzeciej klasie, był stan makrozoobentosu podczas gdy stan ichtiofauny i makrofitów oceniono jako dobry, a fitoplanktonu oraz fitobentosu jako bardzo dobry. W tym samym roku stan chemiczny wód określono jako poniżej dobrego, a jedynym elementem przekraczającym normę była zawartość PBDE w tkankach ryb. Przeźroczystość wód została określona na 2,5 metra.
Jezioro Białe zostało zakwalifikowane jako średnio odporne na degradujące wpływy zewnętrzne, w związku z czym zostało zaliczone do II kategorii podatności na degradację. Oznacza to, że jest to jezioro o średnich warunkach naturalnych. Negatywnie na ten wskaźnik wpływają: niewielka głębokość średnia, duża powierzchnia zlewni całkowitej w porównaniu do objętości zbiornika, dość duży procent wymiany wód w ciągu roku (131%) oraz ich niska stratyfikacja termiczna.
Jezioro w całości znajduje się na obszarze Pszczewskiego Parku Krajobrazowego oraz na obszarach chronionych w ramach programu Natura 2000. W ramach dyrektywy siedliskowej chroniony obszar nazywa się Rynna Jezior Obrzańskich, natomiast dyrektywę ptasią reprezentuje obszar Jeziora Pszczewskie i Dolina Obry.